# 린다 캐롤
린다 캐롤(Linda Carroll, 1944년~)은 미국의 작가이자 결혼과 가족 문제를 다루는 심리치료사이다. 음악가 코트니 러브의 어머니이며 작가 폴라 팍스의 딸이다.
캐롤은 20살이었던 팍스의 원나잇 스탠드로 태어났다. 친부모와의 관계가 격동적이었던 팍스는 캐롤을 입양 보내게 된다. 패시픽 헤이츠에서 자란 캐롤은 1964년 코트니 러브를 낳았다.
린다 캐롤은 어른이 되어서야 친어머니가 소설가 폴라 팍스이고 외할머니가 각본가 엘지 팍스라는 것을 알게 되었다.